# Френдлі (Західна Вірджинія)
Френдлі (англ. Friendly) — місто (англ. town) в США, в окрузі Тайлер штату Західна Вірджинія. Населення — 101 особа (2020).

## Географія
Френдлі розташоване за координатами 39°30′49″ пн. ш. 81°3′43″ зх. д. / 39.51361° пн. ш. 81.06194° зх. д. (39.513550, -81.061809).  За даними Бюро перепису населення США в 2010 році місто мало площу 0,24 км², уся площа — суходіл.

## Демографія
Згідно з переписом 2010 року, у місті мешкали 132 особи в 55 домогосподарствах у складі 37 родин. Густота населення становила 540 осіб/км².  Було 73 помешкання (299/км²).
Расовий склад населення:
| - 100,0 % — білих |

До двох чи більше рас належало 0,0 %. Частка іспаномовних становила 0,0 % від усіх жителів.
За віковим діапазоном населення розподілялося таким чином: 20,5 % — особи молодші 18 років, 57,5 % — особи у віці 18—64 років, 22,0 % — особи у віці 65 років та старші. Медіана віку мешканця становила 47,0 року. На 100 осіб жіночої статі у місті припадало 106,2 чоловіків;  на 100 жінок у віці від 18 років та старших — 98,1 чоловіків також старших 18 років.
За межею бідності перебувало 31,2 % осіб, у тому числі 20,0 % дітей у віці до 18 років та 0,0 % осіб у віці 65 років та старших.
Цивільне працевлаштоване населення становило 35 осіб. Основні галузі зайнятості: публічна адміністрація — 28,6 %, освіта, охорона здоров'я та соціальна допомога — 20,0 %, виробництво — 17,1 %.